# Інсула (римська архітектура)

Реконструйований план Colonia Claudia Ara Agrippinensium (Кельн), Німеччина

Слово «інсула» (лат. insula, досл. «острів», множина insulae) використовувалося в римських містах для позначення або міського кварталу на плані міста, тобто території забудови, оточеної чотирма вулицями, або, пізніше, типу інсула, яка займала такий квартал міста.
Стандартний римський план міста базувався на сітці ортогональних (викладених під прямим кутом) вулиць. Він був заснований за давньогрецьким зразком Гіподама. Він використовувався особливо при заснуванні нових міст, наприклад, у римських колоніях.
Вулиці кожного міста позначалися декуманами (орієнтовані зі сходу на захід) і кардинами (з півночі на південь). Головні вулиці, Decumanus Maximus і Cardo Maximus, перетиналися на форумі або поблизу нього, навколо якого були розташовані найважливіші громадські будівлі.